# Escola Frederic Mistral-Tècnic Eulàlia
L'escola Frederic Mistral-Tècnic Eulàlia és una escola privada concertada pel Departament d'Ensenyament de la Generalitat de Catalunya. La seva titularitat correspon a la Fundació Collserola. L'escola, situada a Barcelona, té dos centres: el de Tibidabo, al carrer Lluís Muntadas 3-5-7 i el de Sarrià, al carrer Pere II de Montcada, 8..
El centre de Tibidabo correspon a les instal·lacions de l'antiga Escola Frederic Mistral, fundada l'any 1967. Està formada per dos edificis adossats, l'edifici del parvulari i el de la primària, amb més de 1000 alumnes i uns 6.000 m² edificats.
El centre de Sarrià correspon a les instal·lacions de l'antic Institut Tècnic Eulàlia, fundat l'any 1925 en un edifici de construcció neogòtica i que l'any 1995 es va integrar a la Fundació Collserola. El centre està ubicat al carrer Pere II de Montcada, 8 de Barcelona. Té tres edificis adossats amb l'entrada principal pel carrer Pere II de Montcada i entrades secundàries per l'avinguda Foix i el passeig de Reina Elisenda.
En el centre de Tibidabo s'hi cursen ensenyaments d'educació infantil i primària. En acabar la primària els alumnes passen al centre de Sarrià. En el centre de Sarrià s'hi cursen ensenyaments d'educació infantil, primària, secundària i batxillerat. En acabar infantil, els alumnes s'incorporen al centre de Tibidabo per cursar l'educació primària. Als estudis de batxillerat s'hi sumen també els alumnes procedents de l'Escola Avenç, de Sant Cugat del Vallès, i de l'Escola Ramon Fuster, de Bellaterra.
En l'àmbit del projecte educatiu, l'escola ha incorporat la nova metodologia Jump Math per a l'ensenyament de matemàtiques a Primària, així com l'ús de l'iPad a les aules de Secundària. A més a més, és membre del projecte col·laboratiu Artistes-Centres Educatius de la Fundació Joan Miró i participa del grup Barcelona Escoles + Sostenibles.

## Reconeixements i premis
- Premi de Recerca Jove 2016 al Treball de Recerca "Estudi del plàncton associat a algues de la costa de Cadaqués" de Joan Serra i Antoni Bertólez[5]

- Premi de Recerca Jove 2016 al centre de Sarrià de l'escola Frederic Mistral-Tècnic Eulàlia[6]